# STS-85
La STS-85 è una missione spaziale del Programma Space Shuttle.

## Equipaggio
- Curtis Brown (4) - Comandante
- Kent Rominger (3) - Pilota
- Jan Davis (3) - Comandante
- Stephen Robinson (1) - Specialista di missione
- Robert Curbeam (1) - Specialista di missione
- Bjarni Tryggvason (1) - Specialista del carico

Tra parentesi il numero di voli spaziali completati da ogni membro dell'equipaggio, inclusa questa missione.

## Parametri della missione
- Massa: 9.191 kg Carico utile
- Perigeo: 249 km
- Apogeo: 261 km
- Inclinazione orbitale: 57.0°
- Periodo: 1 ora, 29 minuti, 35 secondi